# Paternité imposée
 (novembre 2020).
Pour un article plus général, voir Masculinisme (idéologie).
Une paternité imposée est le processus par lequel un homme se voit contraint par la justice de reconnaitre un enfant et de subvenir financièrement à ses besoins.

## Aspects juridiques

### Aux États-Unis
La cour d'appel (en) du comté de San Luis Obispo condamne le 4 novembre 1996 Nathaniel J., âgé de 15 ans au moment des faits (un mineur sexuel selon la loi californienne) à l'obligation alimentaire envers sa violeuse, âgée de 34 ans. Bien que légalement un viol selon les règles de la majorité sexuelle, il avait envisagé une future relation avec son agresseuse et avait déclaré que la relation sexuelle avait été « mutuellement agréable ». Compte tenu de ce témoignage, la Cour le tient financièrement responsable.
La cour d'appel de l'Illinois (en) condamne le 23 février 2005 Richard O. Phillips à l'obligation alimentaire envers son ex-compagne Sharon Irons,. D'après Richard Phillips, Sharon Irons aurait recueilli son sperme au cours d'une fellation, qu'elle se serait ensuite auto-inséminée.

### En France
Le 21 mars 2006, la cour d’appel d’Orléans déboute un homme contestant une paternité non souhaitée au titre que « le simple fait de devenir père, même sans l’avoir recherché, ne saurait être considéré comme un fait dommageable » et que « Tout homme qui accepte des rapports non protégés encourt [...] la possibilité d'une procréation ». La cour rappelle ainsi aux hommes que les enfants naissent à la suite de rapports sexuels, et qu'ils doivent se protéger s'ils n'en veulent pas. L'arrêt est confirmé par la Cour de cassation.
La juriste et essayiste Marcela Iacub a proposé un statut de « géniteur sous X », formulé par Christine Lassalas :

« il suffirait de créer une procédure analogue à celle de l’accouchement sous X, qui lui permettrait de s’opposer à une action en recherche de paternité (…). Au moment où un homme prend connaissance d’une grossesse dont il ne souhaite pas assumer les conséquences, il devrait pouvoir faire appel à cette procédure qui le protégerait d’un recours, aussi bien de la femme que de l’enfant. Il deviendrait ainsi « géniteur sous X », laissant à la femme la responsabilité de mettre au monde l’enfant dont elle aurait pu effectivement avorter. »

— Marcela Iacub

### En Allemagne
En Allemagne, paternité imposée est connu sous le nom de samenraub. L'expression est entrée dans le lexique populaire après un scandale de tabloïd en 2001 impliquant joueur de tennis Boris Becker et un titre qui en a résulté dans Bild: War es Samenraub? (S'agissait-il d'un vol de sperme?). Becker avait affirmé qu'un enfant qu'il avait engendré avec une serveuse russe avait été conçu lorsqu'elle avait volé son sperme après un rapport sexuel oral. Il a allégué qu'elle s'était inséminée à la suite d'un essai dans un placard à linge du restaurant londonien Nobu. Becker a par la suite accepté d'assumer la responsabilité de l'enfant. En 2013, l'expression a été incluse dans le Duden.

#### Vasectomie
Depuis 2001, La vasectomie est autorisée en France.

### Chiffres
Concernant la paternité imposée par voie judiciaire, l’Annuaire statistique de la Justice (édité par le ministère de la Justice) fait état, pour l’année 2010 et en première instance, de 1211 actions en recherche de paternité, à fin d’établissement de filiation et de 303 actions à fin de subsides, sans établissement de filiation.

#### Articles de presse
- Ariane Bonzon, « Pères malgré eux », Slate,‎ 22 décembre 2015 (lire en ligne)
- Daphné Cameron, « Père ou «simple géniteur»? », La Presse,‎ 12 avril 2012 (lire en ligne)
- Marie-Joëlle Gros, « «Beaucoup de femmes affolées par leur horloge biologique» », Libération, Paris,‎ 4 juillet 2007 (lire en ligne)
- Marie-Joëlle Gros, « «Il est temps que les hommes fassent preuve de maturité» », Libération, Paris,‎ 4 juillet 2007 (lire en ligne)
- Michel Huyette, « Paternité imposée : un « enfant dans le dos » ou le droit de ne pas être père », Rue89, Paris,‎ 3 février 2013 (lire en ligne)
- Danièle Kriegel, « Israël : une femme condamnée pour "vol de sperme" », Le Point, Paris,‎ 8 décembre 2013 (lire en ligne)
- Anne-Marie Leroyer, « Paternité imposée : une question de filiation ou de responsabilité ? », 4 juin 2014
- Marie-Amélie Lombard, « La paternité peut-elle être «imposée»? », Le Figaro, Paris,‎ 28 janvier 2013 (lire en ligne)
- Charlotte Rotman, « Géniteur malgré lui, il réclame justice », Libération, Paris,‎ 4 juillet 2007 (lire en ligne)
- Jeanne Schullers, « Tu seras un père, mon fils. De gré ou de force », Libération, Paris,‎ 8 juin 2011 (lire en ligne)

### Radio
- « Je suis ton père : les paternités imposées », sur France Inter, 16 janvier 2013
- « La paternité imposée », On est fait pour s'entendre, sur RTL, 29 janvier 2013